# طهمورث ساجدی صبا
طهمورث ساجدی صبا (زادۀ ۵ فروردین ۱۳۳۰ ـ درگذشتهٔ ۲۹ اسفند ۱۳۹۷) دانشیار گروه زبان و ادبیات فرانسه دانشگاه تهران و عضو مؤسس و نائب رئیس انجمن ایران‌شناسی بود.او پایه‌گذار رشتهٔ ادبیات تطبیقی در دانشگاه تهران بود.

## تحصیلات
1. کارشناسی، ۱۳۵۷، زبان فرانسه، دانشگاه مون پلیه۳ یا دانشگاه پل والری Université Paul Valéry فرانسه
2. کارشناسی ارشد، ۱۳۵۸، زبان فرانسه، دانشگاه مون پلیه۳ یا دانشگاه پل والری Université Paul Valéry فرانسه
3. دکتری، ۱۳۶۶، ادبیات تطبیقی، دانشگاه مون پلیه۳ یا دانشگاه پل والری Université Paul Valéry فرانسه